# Grandchamp (Sarthe)
Grandchamp é uma comuna francesa na região administrativa do País do Loire, no departamento de Sarthe. Estende-se por uma área de 5.38 km². Em 2010 a comuna tinha 158 habitantes (densidade: 29,4 hab./km²).